# Dixinn

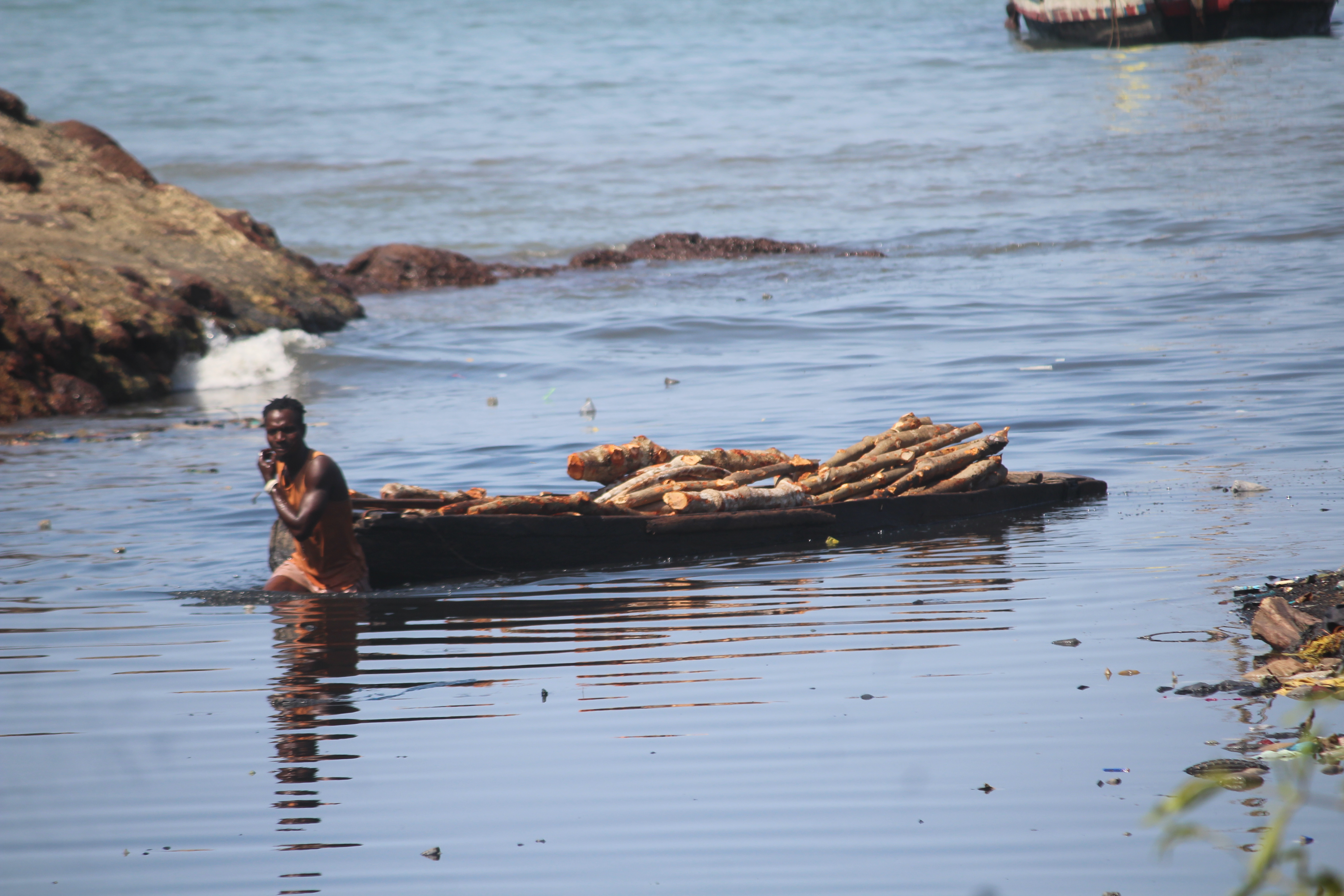

Dixinn är en kommun i Guineas huvudstad Conakry. Den hade 153 601 invånare 2018.